# The Power of Good-Bye
"The Power of Good-Bye" je četvrti singl američke pjevačice Madonne sa sedmog studijskog albuma Ray of Light. Ovu pop-baladu su napisali Madonna, William Orbit i Patrick Leonard, te je dobila izvrsne recenzije glazbenih kritičara, iako nije ponovio uspjehe na ljestvicama kao prethodni singlovi s albuma. Kao singl je puštena u jesen 1998., a 2001. je uključen na kompilaciju najvećih hitova GHV2.

## O pjesmi
"The Power of Good-Bye" je balada o bolnom prekidu veze, prepuna žičnih instrumenata i elektronske glazbe. Australski glazbeni kritičari i Madonnini prijatelji tvrde da se u pjesmi radi o njenoj vezi s Sean Pennom. Ova verzija koja je izašla kao singl uvelike se razlikuje od demoverzije. U ljeto 2002. demoverzija je procurila na internet. Demoverzija sadrži jače ritmove i više drum and bass. I tekst je drugačiji, tako da umjesto 'Do you wanna go higher' pjeva 'Walk away'.
U UK je pjesma puštena kao dvostruka A-strana s pjesmom "Little Star", dok je u ostalim zemljama Europe puštena kao B-strana.

## Na ljestvicama
U UK je pjesma debitirala na 6. poziciji i ostala na ljestvici devet tjedana s prodanih 175.095 kopija. I u ostalim zemljama je postigla zapažen uspjeh uglavnom ulazeći u prvih 20 singlova (uključujući Kanadu, Njemačku, Japan i SAD).
U SAD-u je pjesma izbjegla top 10 za jedno mjesto pa joj kao najbolja pozicija na Billboard Hot 100 ostaje 11. mjesto.
Uspjeh ove pjesme je vratila cijeli album u prvih 10 najprodavanijih – nakon više od sedam mjeseci od dana izlaska albuma. Također je na to utjecalo i Madonnina jednomjesečna promotivna turneja u Europi po TV postajama.

## Glazbeni video
Glazbeni video za pjesmu "The Power of Good-Bye" je snimljen pod redateljskom palicom Matthewa Rolstona i snimljen je između 8. – 10. kolovoza 1998. u Sivertrop House u Los Angelesu. Madonna i njezin ljubavnik, kojeg ovdje glumi hrvatski glumac Goran Višnjić, igraju šah. U jednom trenutku Madonna ruši sve figure što simbolizira kraj njihove veze. Zatim ide šetati po plaži, ali pod nerazjašnjenim okolnostima utapa se u zadnjoj sceni.
Video je doživio premijeru 10. rujna 1998. nekoliko minuta prije početka dodjele MTV-jevih nagrada

## Službene verzije
- Album Version (4:10)
- Dallas' Low End Mix (4:34)
- Luke Slater's Super Luper (8:45)
- Luke Slater's Filtered Mix (6:07)
- Fabien's Good God Mix (8:22)

## Popis pjesama i formata
| Američki 7" vinil (7-17160) Američka kaseta singl (9 17160-4) - A "The Power Of Good-Bye" (Album Version) — 4:10 - B "Mer Girl" — 5:32 Američki promotivni CD singl (PRO-CD-9499-R) 1. "The Power Of Good-Bye" (Dallas' Low End Mix) — 4:34 2. "The Power Of Good-Bye" (Album Version) — 4:10 Američki CD singl(9 17160-2) 1. "The Power Of Good-Bye" (Album Version) — 4:10 2. "Mer Girl" — 5:32 Japanski Maxi-CD (WPCR-2297) Australski Maxi-CD (9362 44591 2) 1. "The Power Of Good-Bye" — 4:13 2. "The Power Of Good-Bye" (Dallas' Low End Mix) — 4:34 3. "The Power Of Good-Bye" (Luke Slater's Super Luper) — 8:45 4. "The Power Of Good-Bye" (Luke Slater's Filtered Mix) — 6:07 5. "The Power Of Good-Bye" (Fabien's Good God Mix) — 8:22 | Europski 12" vinil (9362 44590 0) - A1 "The Power Of Good-Bye" (Dallas' Low End Mix) — 4:34 - A2 "The Power Of Good-Bye" (Luke Slater's Super Luper) — 8:45 - B1 "The Power Of Good-Bye" (Fabien's Good God Mix) — 8:22 - B2 "The Power Of Good-Bye" (Album Version) — 4:10 Europski CD singl (9362 17121 9) 1. "The Power Of Good-Bye" (Album Version) — 4:10 2. "Little Star" — 5:18 Britanski promo CD singl (W459CDDJ) 1. "Little Star" — 5:18 Britanski Maxi-CD (9362 44598 2) Njemački CD singl (9362 44592-2) 1. "The Power Of Good-Bye" (Album Version) — 4:10 2. "Little Star" — 5:18 3. "The Power Of Good-Bye" (Dallas' Low End Mix) — 4:34 |

## Uspjeh na ljestvicama
| Ljestvica (1998)                  | Pozicija |
| --------------------------------- | -------- |
| Australija                        | 33       |
| Austrija                          | 4        |
| Belgija (Flandrija)               | 31       |
| Belgija (Valonija)                | 20       |
| Europa                            | 2        |
| Finska                            | 4        |
| Francuska                         | 21       |
| Irska                             | 23       |
| Italija                           | 7        |
| Japan                             | 7        |
| Kanada                            | 6        |
| Nizozemska                        | 7        |
| Novi Zeland                       | 25       |
| Njemačka                          | 4        |
| Švedska                           | 3        |
| Švicarska                         | 8        |
| Ujedinjeno Kraljevstvo            | 6        |
| U.S. Billboard Hot 100            | 11       |
| U.S. Billboard Adult Contemporary | 14       |
| U.S. ARC Weekly Top 40            | 5        |

| Država   | Certifikacija | Prodano  |
| -------- | ------------- | -------- |
| Austrija | zlatna        | 20,000   |
| Njemačka | zlatna        | 250,000+ |
| Švedska  | zlatna        | 20,000   |